# Golobrdci
Golobrdci – wieś w Chorwacji, w żupanii pożedzko-slawońskiej, w mieście Požega. W 2011 roku liczyła 332 mieszkańców.